# سلبریتی اکلیپس
سلبریتی اکلیپس (به انگلیسی: Celebrity Eclipse) یک کشتی است که طول آن ۳۱۷٫۱۴ متر (۱٬۰۴۰ فوت ۶ اینچ) می‌باشد. این کشتی در سال ۲۰۱۰ ساخته شد.